# ثورمان أرنولد
ثورمان أرنولد (بالإنجليزية: Thurman Arnold)‏ هو محامي وقاضي أمريكي، ولد في 2 يونيو 1891 في لارامي في الولايات المتحدة، وتوفي في 7 نوفمبر 1969 في الإسكندرية في الولايات المتحدة.

## وصلات خارجية
- ثورمان أرنولد على موقع إن إن دي بي (الإنجليزية)